# Jana Gantnerová
Jana Gantnerová, née le 15 juillet 1989 à Kezmarok, est une skieuse alpine slovaque qui concourt dans toutes les disciplines.

## Biographie
Elle fait ses débuts en coupe du monde en octobre 2005 à Sölden. Elle marque ses premiers points en février 2013 à Méribel en se classant seizième du super combiné, ce qui restera le meilleur résultat de sa carrière. En 2013, elle remporte la médaille d'or du combiné à l'Universiade au Trentin.
En 2011, elle s'est classée troisième du slalom de Soldeu, comptant pour la Coupe d'Europe.
Jana Gantnerová prend part à trois éditions des Jeux olympiques d'hiver, celles de 2006, 2010 (où elle obtient son meilleur résultat avec une 24e place en slalom) et 2014, qui est sa dernière compétition majeure.
Elle est la fille de l'ancienne skieuse alpine Jana Gantnerová-Šoltýsová.

## Palmarès

### Jeux olympiques d'hiver
| Épreuve / Édition       | Turin 2006 | Vancouver 2010 | Sotchi 2014 |
| Descente                | 36e        |                |             |
| Super G                 | 48e        |                |             |
| Slalom géant            | Abandon    | 35e            |             |
| Slalom                  |            | 24e            | Abandon     |
| Combiné / super combiné | Abandon    |                | Abandon     |

### Championnats du monde
| Épreuve / Édition | Val d'Isère 2009 | Garmisch-Partenkirchen 2011 | Schladmig 2013 |
| Slalom géant      |                  | 38e                         |                |
| Slalom            | Abandon          | 26e                         | 32e            |
| Super combiné     |                  |                             | 22e            |

### Coupe du monde
- Meilleur classement général : 99e en 2013.
- Meilleur résultat : 16e.

#### Classements
| Saison / Épreuve | Saison / Épreuve | Général | Général | Descente | Descente | Slalom | Slalom | Slalom géant | Slalom géant | Super G | Super G | Combiné | Combiné |
| ---------------- | ---------------- | ------- | ------- | -------- | -------- | ------ | ------ | ------------ | ------------ | ------- | ------- | ------- | ------- |
| Saison / Épreuve | Saison / Épreuve | Class.  | Points  | Class.   | Points   | Class. | Points | Class.       | Points       | Class.  | Points  | Class.  | Points  |
| 2013             | 2013             | 99e     | 15      | -        | -        | -      | -      | -            | -            | -       | -       | 27e     | 15      |
| 2014             | 2014             | 119e    | 1       | -        | -        | -      | -      | -            | -            | -       | -       | 30e     | 1       |

### Universiades
- Médaille de bronze en slalom en 2011 à Erzurum.
- Médaille d'or en combiné en 2013 à Pozza di Fassa.
- Médaille d'argent en descente en 2013 à Pozza di Fassa.

### Coupe d'Europe
- 1 podium.

### Championnats de Slovaquie
- 4 titres de championne de Slovaquie en 2008 (slalom, slalom géant, super G et super combiné).
- 1 titre en 2005 en slalom géant.
- 1 titre en 2013 en super combiné.